# Xe millénaire av. J.-C.
17e à 15e millénaires AP |
XIIe millénaire av. J.-C. |
XIe millénaire av. J.-C. |

Xe millénaire av. J.-C.
 |
IXe millénaire av. J.-C. |
VIIIe millénaire av. J.-C. |
VIIe millénaire av. J.-C. |
VIe millénaire av. J.-C.
Liste des millénaires | Numération romaine
Le Xe millénaire av. J.-C. couvre la période allant de l’an 10 000 av. J.-C. à l’an 9 001 av. J.-C. compris.
Le Xe millénaire av. J.-C. voit les prémices de l'agriculture au Proche-Orient. Dans cette région, les populations se sédentarisent et quelques foyers de domestication agricole apparaissent. Dans de nombreuses autres régions du monde où l'agriculture commence plus tard, cette période fait partie du Mésolithique.

## Évènements
- 9 700 av. J.-C. : début de l'Holocène, ère géologique qui succède au Dryas récent et au Pléistocène supérieur (11 700 avant le présent, soit 9 700 av. J.-C.)[1]. Réchauffement Alleröd. La fonte des glaciers provoque une élévation spectaculaire du niveau de la mer qui atteint son niveau actuel 6 000 ans avant le présent. Période humide au Sahara de 11 800 à 4900 ans avant le présent environ[2].

Carte du monde montrant les centres approximatifs d'origine de l'agriculture et de sa propagation dans la préhistoire : le Croissant fertile (11000 av. J.-C), les bassins du Yangtsé et du fleuve Jaune (9000 av. J.-C) et les Highlands de Nouvelle-Guinée (9000-6000 av. J.-C), le Mexique Central (5000-4000 av. J.-C), le nord de l'Amérique du Sud (5000-4000 av. J.-C), l'Afrique sub-saharienne (5000-4000 av. J.-C, emplacement exact inconnu), et l'Amérique du Nord (4000-3000 av. J.-C).

- 10 000 av. J.-C. : début de la révolution néolithique. L'agriculture apparait dans diverses régions du globe entre 10 000 et 7 000 av. J.-C.[4]. La Terre est affectée par une série de changements climatiques radicaux qui ont des effets importants sur les communautés humaines : Les températures en s'élevant entraînent la fonte des glaciers et permettent à la flore et à la faune d'occuper des territoires jusqu'alors inhospitaliers. Les déserts qui occupaient plus de la moitié des surfaces entre les tropiques reculent car l'eau libérée par les glaciers alimente des pluies abondantes. Les conditions de vie deviennent plus douces et les ressources de nourriture sont plus abondantes et plus variées, ce qui favorise des populations plus nombreuses, plus groupées et plus facilement sédentaires. Les hommes commencent à domestiquer certains animaux, et découvrent l'intérêt de l'agriculture qui permet de se nourrir de façon moins aléatoire que la chasse et la cueillette. Le développement de communautés agricoles spécialisées va entrainer des recherches dans le besoin de stockage (céramique, vannerie) et des demandes dans les échanges commerciaux (troc, premières monnaies d’échange, produits de luxe, obsidienne, pierres semi-précieuses).

### Afrique
- Avant 9500 av. J.-C. : la céramique apparait à Ounjougou, au Mali, au cours de la première moitié du millénaire. Elle est utilisée par des chasseurs-cueilleurs dans une région où les conditions climatiques de plus en plus humides favorisent la mise en place de savanes tropicales. Une économie proto-agricole se développe certainement par la collecte sélective et intensive de graminées. À partir du VIIIe millénaire, apparaissent, associées à la céramique, des meules et des molettes utilisées pour le broyage des grains[5].

### Amérique
- 10 000-8 000 av. J.-C. : recul de la calotte glaciaire au Nord. Multiplication des habitats humains (période paléo-indienne. Les chasseurs nomades de grand gibier utilisent les pointes d'arme de jet en pierre de type Clovis, pour la chasse au mammouth et au mastodonte, puis Folsom, plus petites, utilisées pour les bisons. Entre 9 000 et 7 500 av. J.-C. de nombreuses espèces animales disparaissent[6] (mammouths, mastodontes, félins, bœufs musqués, chameaux…).
- 10 000-8 000 av. J.-C. :Culture de Lauricocha, chasseurs-cueilleurs des Andes. Pointes de flèche et peintures rupestres représentant des scènes de chasse. Rituels d'inhumation caractéristiques.
- 10 000-7 000 av. J.-C. : occupation humaine attestée du secteur de Little Salt Spring (en) en Floride entre 12 000 et 9 000 avant le présent. Découverte d'une pointe de bois utilisée pour tuer une tortue géante. Le pieu est daté au radiocarbone à 12 030 ± 200 ans avant le présent et la carapace de la tortue à 13 450 ± 190 ans[7].

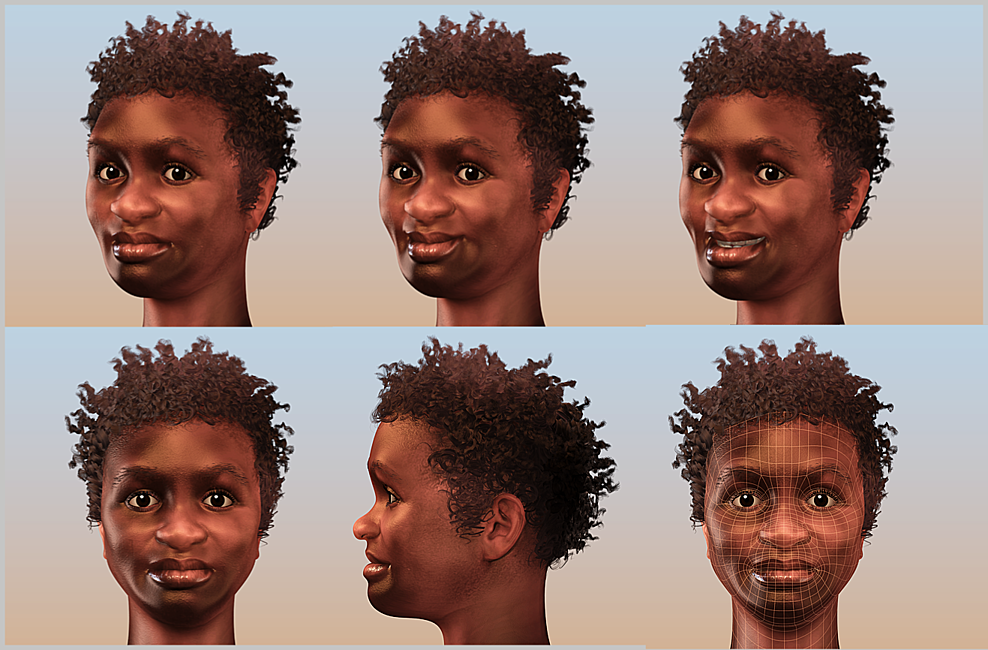
Reconstitution du visage de Luzia.

- Vers 9900-8200 av. J.-C. : Luzia, squelette de paléoaméricaine découvert à Lagoa Santa au Brésil en 1974-1975, datant d'environ 11 900 et 10 200 ans avant le présent[8]. Ses caractéristiques morphologiques le rattachent à une origine paléoaméricaine de type australoïde ou europoïde et non de type mongoloïde. Les 250 squelettes et crânes découverts dans le site de Cerca grande situé dans le karst de Lagoa Santa dans le Minas Gerais, confirment les origines non-mongoloïdes de ces premières populations du Brésil.

### Asie et Pacifique
- Vers 10 000 av. J.-C. : la montée des eaux de la mer (fin des glaciations) chasse les populations vers des refuges plus en hauteur en Asie du Sud-Est. Le plateau continental du Sunda est submergé par les flots et de nombreuses îles et estuaires nouveaux sont créés, triplant la longueur totale des côtes. De nouvelles grottes karstiques sont occupées vers 12 000 ans avant le présent, en particulier la grotte de Nam Tun et la grotte de Tham Hoi au Viêt Nam, la grotte de Padah-lin en Birmanie. Les outils en pierre retrouvées appartiennent à la culture hoabinhienne[9].
- Vers 9 750 av. J.-C. : découverte de restes de fruits et de légumes probablement cultivés (amandes, Terminalia, bétel, fèves, pois, gourde (raphia lagenaria), châtaignes d'eau, poivre, madhuca, canarium, aleurites et cucumis) dans la Spirit Cave, site de la culture hoabinhienne, à 60 km au nord de Mae Hong Son, à la frontière entre la Birmanie et la Thaïlande[10],[11].

- Vers 9500 av. J.-C. : le site de Nanzhuangtou dans le Hebei livre des traces de Setaria italica (millet des oiseaux) et de millet commun (Panicum miliaceum) vers 9 500 av. J.-C.[12]. C'est le plus ancien site connu montrant des signes d'agriculture en Chine, suivi par ceux de Donghulin (9000-7000), Zhuannian (9300-8300), Lijiagou et Bianbiandong (8500-6900) au nord et Shangshan au sud (9400/8000-6600)[13]. La chasse et la cueillette y dominent toujours, mais la collecte des plantes comestibles, la production de poteries et l’habitat sédentaire s’accroissent. L’outillage lithique est dominé par les microlithes, la pierre polie restant rare (ciseaux à bois). Des meules, très présentes, sont utilisées pour broyer des plantes (millet, riz, noix, racines, tubercules)[14].

- Montée des eaux en Australie. Les zones côtières sont inondées. Les hommes doivent coloniser l’arrière-pays aride. L’assèchement des lacs entraine une concentration de leurs établissements le long des principaux fleuves et rivières. Ils y récoltent le millet sauvage dont ils broient les graines avec des meules de pierre.

### Proche-Orient
- 10 000-9 500 av. J.-C. : 
  - le Khiamien, du nom d'un site israélien « El Khiam », occupé entre 10000 et 9500 av. J.-C., est une période de transition entre le Natoufien et le Néolithique dit Précéramique A (PPNA). On découvre les première figurines féminines dans les tombes de Mureybet, en Israël. La présence de bucrane et de cornes dans les maisons, attestent une vénération particulière pour le taureau. Selon Jacques Cauvin, ce serait une mutation culturelle, « la révolution des symboles », qui préfigureraient l'émergence du culte de la femme et du taureau attesté aux époques postérieures[15].
  - découverte progressive de l’agriculture entre 10 000 et 9500 environ, attesté notamment à Jéricho (pollens de blé amidonnier domestique) et Tell Aswad (amidonnier, lentille et pois). Disparition des sites secondaires ou temporaires et renforcement de l’importance des agglomérations villageoises, qui atteignent 2 ou 3 ha[16].
- 9500-9000 av. J.-C. : les fouilles du site Jerf el Ahmar en Syrie montrent une intensification de l’exploitation des céréales sauvages (restes de céréales carbonisées, utilisation de la balle comme dégraissant dans la terre à bâtir, espaces de stockage et meules). Les céréales (orge, engrain, seigle) ne portent pas de marque de domestication, mais la présence de semences d’adventices indique qu’elles sont déjà cultivées (agriculture « prédomestique »)[17].

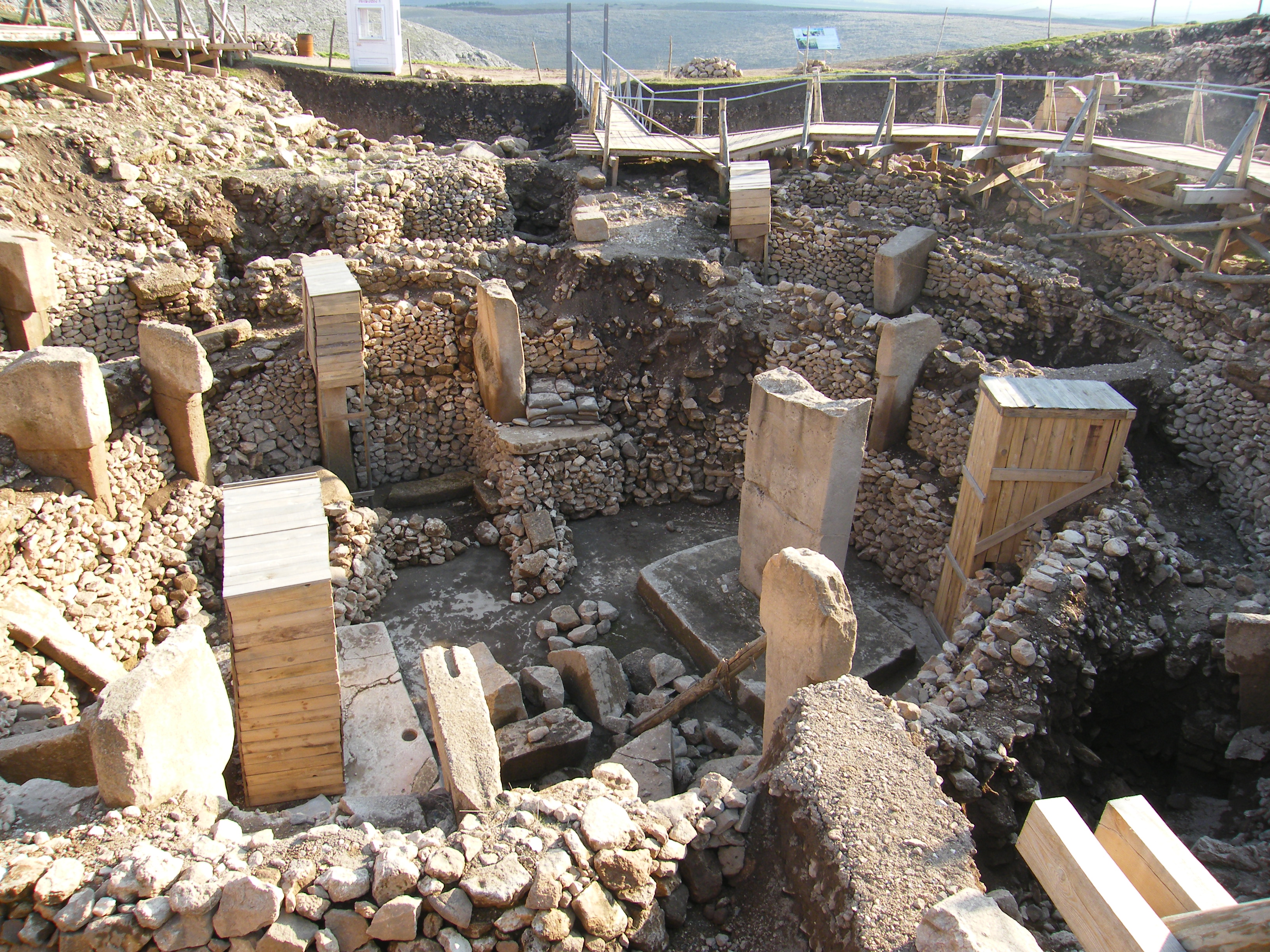
Un des enclos de Göbekli Tepe.

- Utilisation du plâtre (cuisson entre 100 °C et 200 °C) et de la vaisselle blanche. Technique de la chaux (cuisson entre 750 °C et 850 °C) à Beidha, dans le Néguev. Essai de cuisson de la terre à Mureybet, sans lendemain[16].
- Premières pointes de flèche taillées dans de la pierre. L’invention de l’arc a pu être antérieure[16].
- Début de la construction du site de Göbekli Tepe, près de Şanlıurfa, en Turquie, le plus ancien sanctuaire monumental connu[18]. Il est constitué d'un tell (colline artificielle) haut de 15 mètres et de vastes enclos circulaires délimités par des piliers en pierre dont beaucoup sont gravés de figures d'animaux. Les plus anciens vestiges sont datées de 9500 av. J.-C.[19].
- Tell Qaramel, site néolithique à 25 km au nord d'Alep, en Syrie, occupé depuis 10 700 av. J.-C., livre cinq tours rondes de pierre, les plus anciens vestiges d'édifice public connus, construites vers 9 650 av. J.-C.[20].
- Introduction probable du sanglier à Chypre par les premiers occupants de l’île[21].

### Europe
- 10 500-9 000 av. J.-C. : cultures Hensbacka en Suède (Bohuslän), Fosna (10 000-9 000 av. J.-C.) et Komsa (9 500-8 000 av. J.-C.) en Norvège. Ces premières populations de pêcheurs et de chasseurs utilisent de grossiers instruments de silex et possèdent des barques de peau à armature de bois. Elles semblent être arrivées du sud (Ahrensbourgien)[22].

- 10 000-9 000 av. J.-C. : début de la transgression néoeuxine. La mer Noire est alors un lac géant d'eau douce qui lentement s’assèche jusqu'à être à 110 m au-dessous du niveau de la Méditerranée. Après la fin de l'ère glaciaire, les glaciers ont commencé à fondre entraînant avec eux une montée des eaux. Entre 10 000 et 9 000 av. J.-C., elles atteignent les Dardanelles (-78 m) et le Bosphore (-40 m) pour se répandre dans la Méditerranée qui elle-même reflue dans la mer Noire. Une hypothèse catastrophiste suppose un débordement de la Méditerranée dans le Pont Euxin vers 6100 av. J.-C., inondant de vastes plaines en quelques années[23]. Cette théorie est aujourd'hui remise en cause[24].

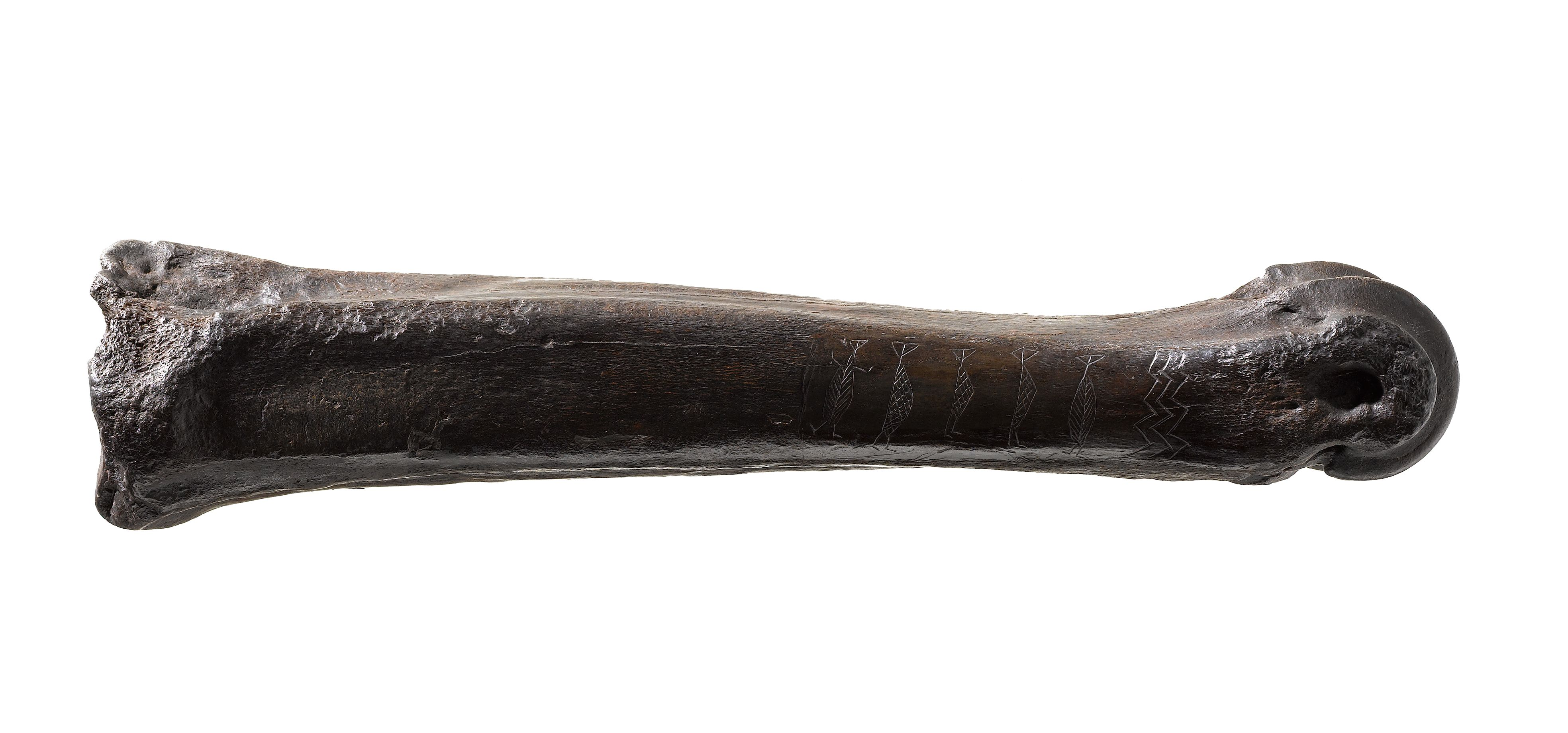
Un os d'auroch du Maglemosien découvert à Ryemarksgård dans l'ouest de la Zélande, gravé de cinq individus stylisés et de trois lignes en zigzag.

- 9 800-6 400 av. J.-C. : culture de Maglemose (chasseurs-pêcheurs) sur les rives de la mer du Nord et du lac baltique Ancylus[22]. Microlithes, industrie osseuse (hameçons), burins, apparition de tranchets en silex. Habitations groupées autour des lacs et sur les rives de divers fleuves. Civilisation côtière, se développant d’abord au bord de la mer, avec possibilité de migration vers l’intérieur des terres.

- 9600-8600 av. J.-C. : Préboréal[25]. Fin du Magdalénien, dernière phase du Paléolithique supérieur européen[26].
- 9600-5200 av. J.-C. :  période mésolithique en Europe : le retrait des glaciers libère d'immenses zones basses qui s'inondent et où s'épanouissent une flore et une faune nouvelles, faciles à cueillir et à chasser (vers 8300 av. J.-C.). Usage accru de l'outillage microlithique. Invention de l’arc (arc de Holmegaard), des vanneries et de pirogues creusées dans des troncs d’arbres par les derniers chasseurs-cueilleurs du mésolithique (site de Noyen-sur-Seine)[27]. Les cultures mésolithiques européennes ont été regroupées en trois techno-complexes : le techno-complexe septentrional comprend la Grande-Bretagne, la Scandinavie, la Pologne et la Lituanie (Maglemosien, Kongemosien, cultures de Star Carr, de Duvensee (en), d’Ertebølle, de Janislawice...) ; le techno-complexe nord-oriental couvre les Pays-Baltes, le nord-ouest de la Pologne, la Biélorussie, la plaine russe et la Sibérie jusqu'à l'Oural (cultures de Kunda, de Kama et de Yangelka) ; le techno-complexe occidental regroupe la Grande-Bretagne, les Pays-Bas, le sud de l'Allemagne, une partie de la République tchèque et de l'Autriche, la Suisse, la France, l'Espagne et le Portugal (Sauveterrien, Tardenoisien ou Beuronien et Castelnovien)[28]. La population européenne est alors estimée entre 600 000 et 3,8 millions de personnes, pour une population mondiale estimée entre 5 et 10 millions[29].

- L’exode du renne à la suite de l’adoucissement climatique entraîne l’adaptation à de nouvelles techniques de chasse. Le renne ne compte plus que pour 3 % dans les espèces chassées par les occupants de la Grotte de la Vache (Pyrénées)[30].

- Civilisation de Klosterlund (de) dans le Jutland central (Danemark) de la fin du Préboréal à 7 000 av. J.-C., phase précoce de la culture de Maglemose ; trace de tribus de chasseurs venus du sud-est ; fabrication de harpons, d’objets en corne et d’os, apparition des premières véritables haches de silex[31].